# Ray Williams (nowozelandzki rugbysta)
Ray Williams (ur. 25 kwietnia 1909 w Taradale, zm. 8 października 2001 w Harare) – nowozelandzki rugbysta grający w formacji ataku, reprezentant kraju.
Uczęszczał do Napier Technical College, gdzie trenował lekkoatletykę i był kapitanem pierwszej drużyny rugby, studiował następnie inżynierię na University of Canterbury. Powrócił do Napier, by pomóc przy odbudowie regionu po trzęsieniu ziemi z 1931 roku. Pracował w Napier Harbour Board, a w 1937 roku wyjechał do Południowej Afryki. jeszcze przed II wojną światową był trenerem w Durbanie, zaś podczas niej służył w wojskach inżynieryjnych. Ożenił się z Fay, z którą zamieszkał w Harare, i pracował w Reinforcing Steel Company, a następnie w Zimbabwe Iron and Steel Company.
W latach 1930–1931 grał dla regionalnego zespołu Canterbury, a z reprezentacją nowozelandzkich uniwersytetów udał się w 1931 roku na tournée do Australii. Do nowozelandzkiej reprezentacji został powołany rok później, jeszcze przed wyprawą do Australii zagrał w meczu przeciw Wellington, w którym doznał poważnej kontuzji kolana, która zakończyła jego sportową karierę.